# Acanthurus olivaceus
Acanthurus olivaceus là một loài cá thuộc họ Cá đuôi gai. Nó sống ở vùng biển nhiệt đới phía đông Ấn Độ Dương và phía tây Thái Bình Dương.

## Miêu tả
Acanthurus olivaceus là một loài cá hình bầu dục với chiều dài tối đa 35 cm (14 in), mặc dù chiều dài điển hình hơn là 25 cm (10 in). Cả vây lưng và vây hậu môn đều dài và thấp, kéo dài đến tận cuống đuôi. Vây lưng có chín gai và 23 đến 25 tia mềm trong khi vây hậu môn có ba gai và 22 đến 24 tia mềm. Vây đuôi có hình lưỡi liềm, các điểm phát triển dài hơn khi cá già đi. Cá trưởng thành có màu nâu xám; một đường thẳng đứng sắc nét thường tách nửa phía trước của cá ra khỏi phần sau tối hơn. Gần khuôn mặt có một vệt màu cam đặc biệt, được bao quanh bởi một viền màu đen tía, ngay phía sau đỉnh mang, và các đường màu xanh và màu cam ở đáy của vây. Giống như tất cả các loài cá đuôi gai, loài này có một cặp vảy giống như dao mổ, nhô lên từ cuống đuôi. Những con đực lớn hơn phát triển một mõm lồi giúp phân biệt rõ ràng chúng với con cái. Cá con có màu vàng.

## Phân bố và nơi ở
Loài cá này được tìm thấy ở vùng nhiệt đới phía đông Ấn Độ Dương và phía tây Thái Bình Dương. Phạm vi sinh sống của nó kéo dài từ đảo Giáng sinh và quần đảo Cocos (Keeling) đến miền nam Nhật Bản, Tây, Bắc và Đông Úc, Indonesia, Philippines và Hawaii. Nó sống gắn bó với các rạn san hô, thường ở các sườn bên ngoài và ở các vị trí tiếp xúc nhiều hơn. Khi trưởng thành, nó sống đơn độc hoặc đôi khi gia nhập các đàn cá, với độ sâu trong khoảng từ 9 đến 46 m (30 đến 150 ft), nhưng cá con được tìm thấy tại nước nông trong các nhóm nhỏ.

## Sinh học
Loài cá này ăn mạt vụn và tảo phát triển dưới đáy biển, cũng như các lớp phủ tảo cát và tảo sợi mọc trên cát và các chất nền khác. Chúng thường hình thành các đàn với cá mó, cá đuối gai và các loài cá đuôi gai khác, tất cả đều có chế độ ăn tương tự; cách ăn của chúng rất quan trọng trong việc duy trì đa dạng sinh học bằng cách giữ cho đá không bị tảo phát triển quá mức để ấu trùng san hô có thể tìm được môi trường sống thích hợp để định cư. Cá có thể đổi màu da của mình từ tối sang nhợt nhạt gần như ngay lập tức. Tuổi thọ dài nhất được báo cáo của loài này là 32 năm, tại Rạn san hô Great Barrier của Úc.

## Bị đe doạ và tình trạng bảo tồn
Acanthurus olivaceus đôi khi được tìm thấy trong các chợ cá và trong nghề buôn bán cá cảnh nhưng không phải là một mục tiêu quan trọng của nghề này. Không có mối đe dọa lớn nào được công nhận, vì vậy Liên minh Bảo tồn Thiên nhiên Quốc tế đã liệt kê tình trạng bảo tồn của loài này là "it quan tâm".

## Hình ảnh

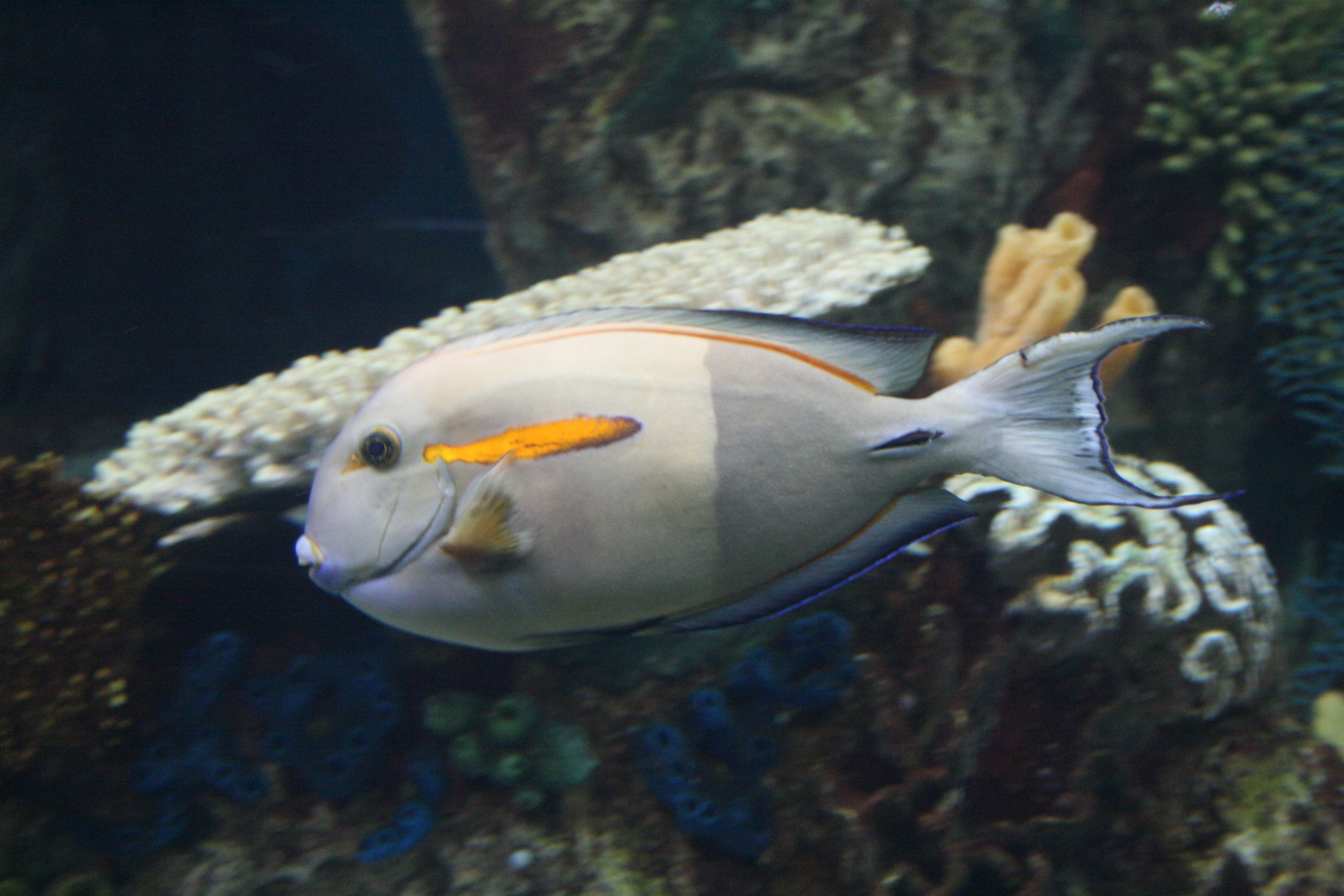
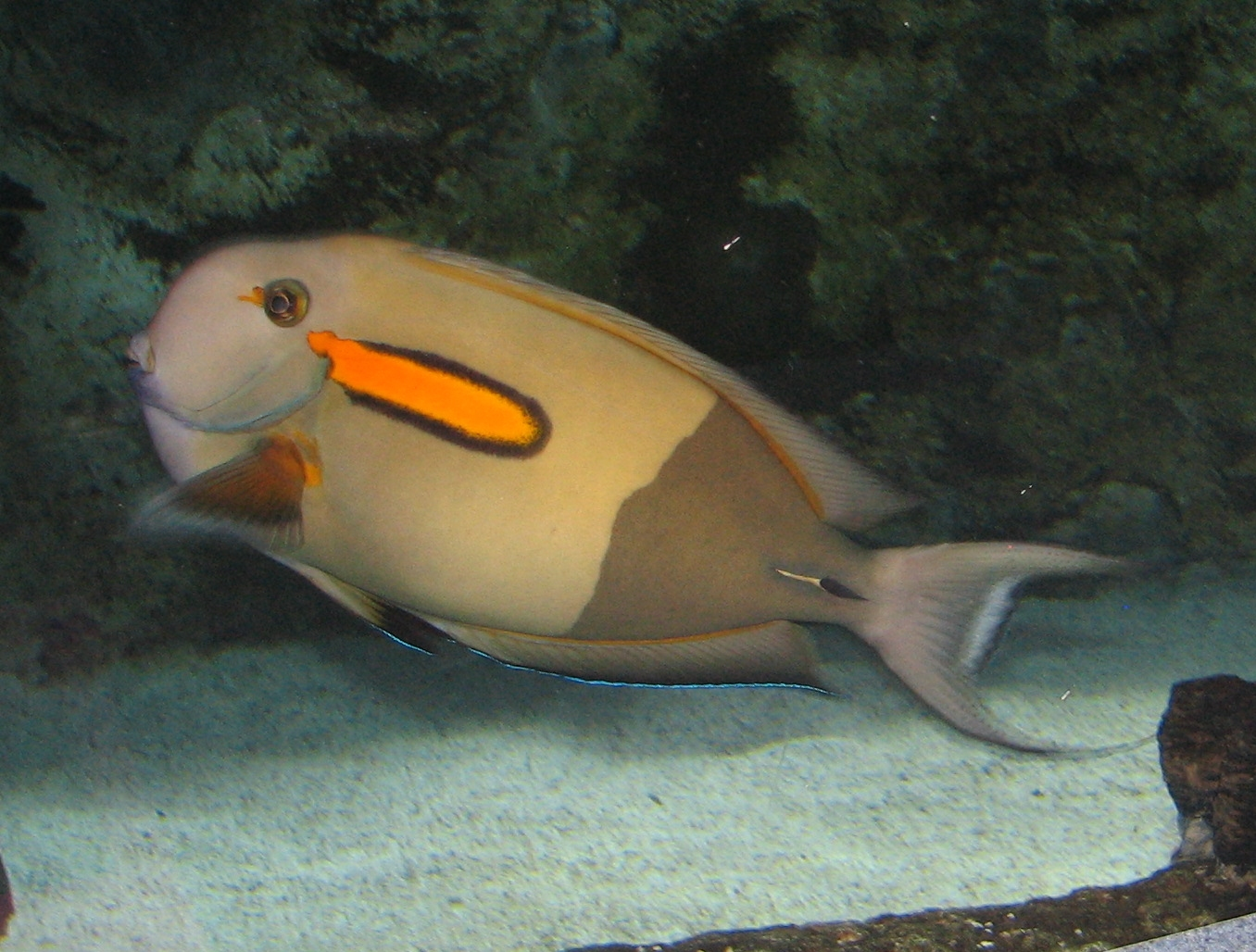
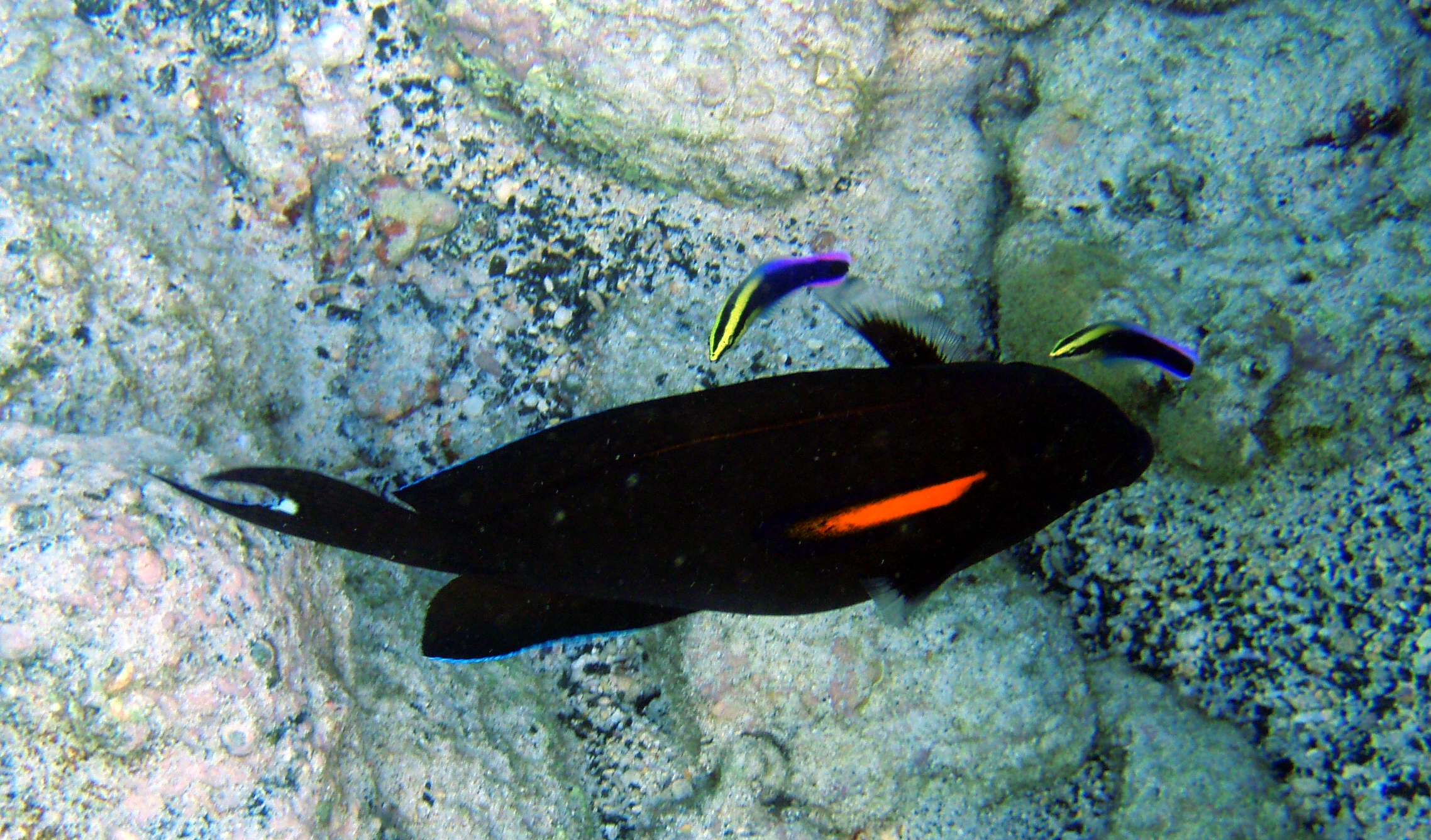
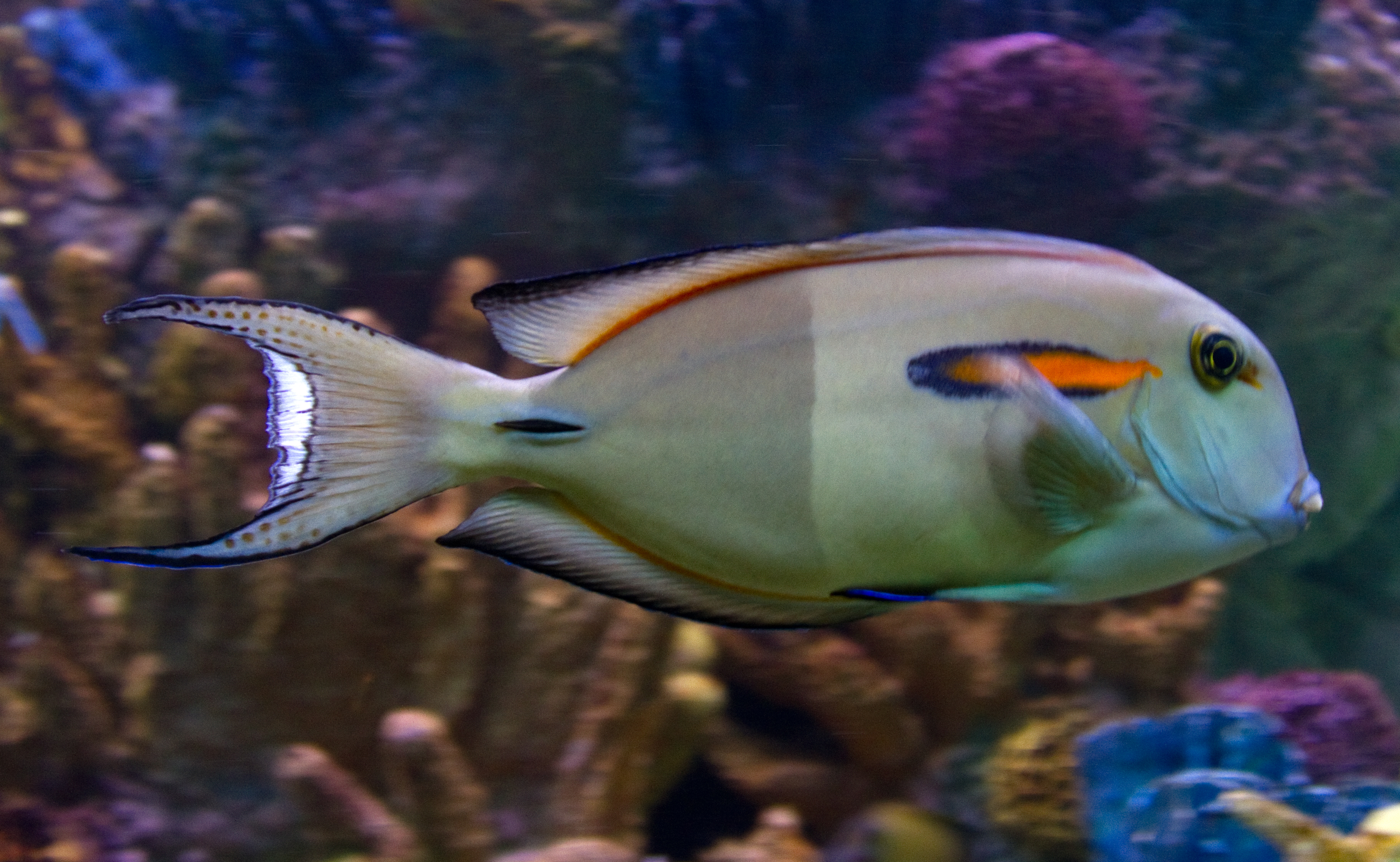
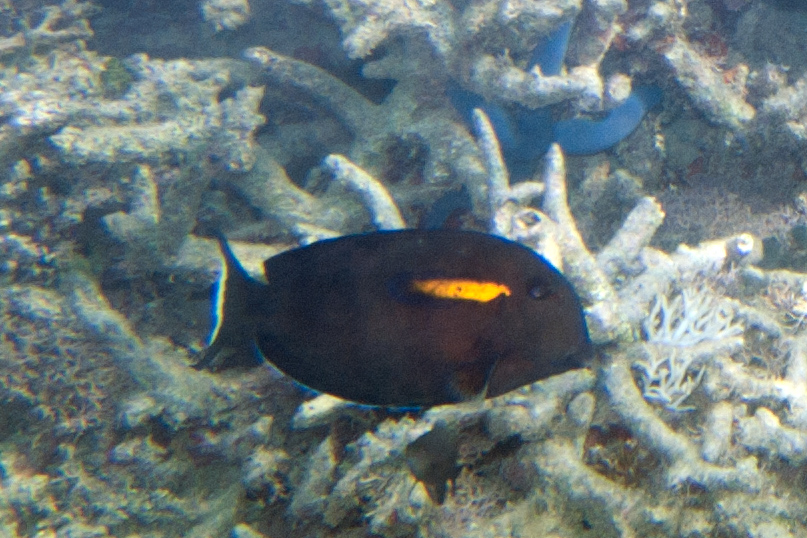